# Pronephrium lineatum
Pronephrium lineatum är en kärrbräkenväxtart som först beskrevs av Bl., och fick sitt nu gällande namn av Presl. Pronephrium lineatum ingår i släktet Pronephrium och familjen Thelypteridaceae. Inga underarter finns listade.